# إجراء قانوني
الإجراء القانوني (في بعض الأحيان مجرد عملية ) هو أي إشعار رسمي أو أمر قضائي من محكمة تتمتع بالولاية القضائية على شخص أو مجموعة من الأشخاص أو ممتلكات (شخصية أو عينية).  تشمل الأشكال الشائعة لعملية الاستدعاء ، وأمر الاستدعاء ، والتفويض ، والمذكرة .  عادة ما تسري العملية من خلال الخدمة الإجرائية مع الشخص أو اعتقاله أو نشره على ممتلكات عقارية أو مصادرة ممتلكات شخصية .